# Seconds (canção)
Seconds é a segunda faixa do álbum War da banda irlandesa U2. A canção, com sua insistente repetição do trecho "leva um segundo para dizer adeus", refere-se a proliferação nuclear tão recorrente durante a Guerra Fria. É a primeira canção na história da banda não cantada apenas por Bono, já que The Edge canta as duas primeiras estrofes.
Há uma quebra de cerca de 11 segundos, a música aos 2:10 com uma amostra de um documentário intitulado "Soldier Girls". Bono disse que ele estava assistindo o documentário enquanto esperava em uma sala dos Windmill Lane Studios e ele gravou. A banda sentiu que se encaixaria bem na canção como prova perturbadora da formação de soldados para uma explosão de uma bomba atômica.

## Recepção

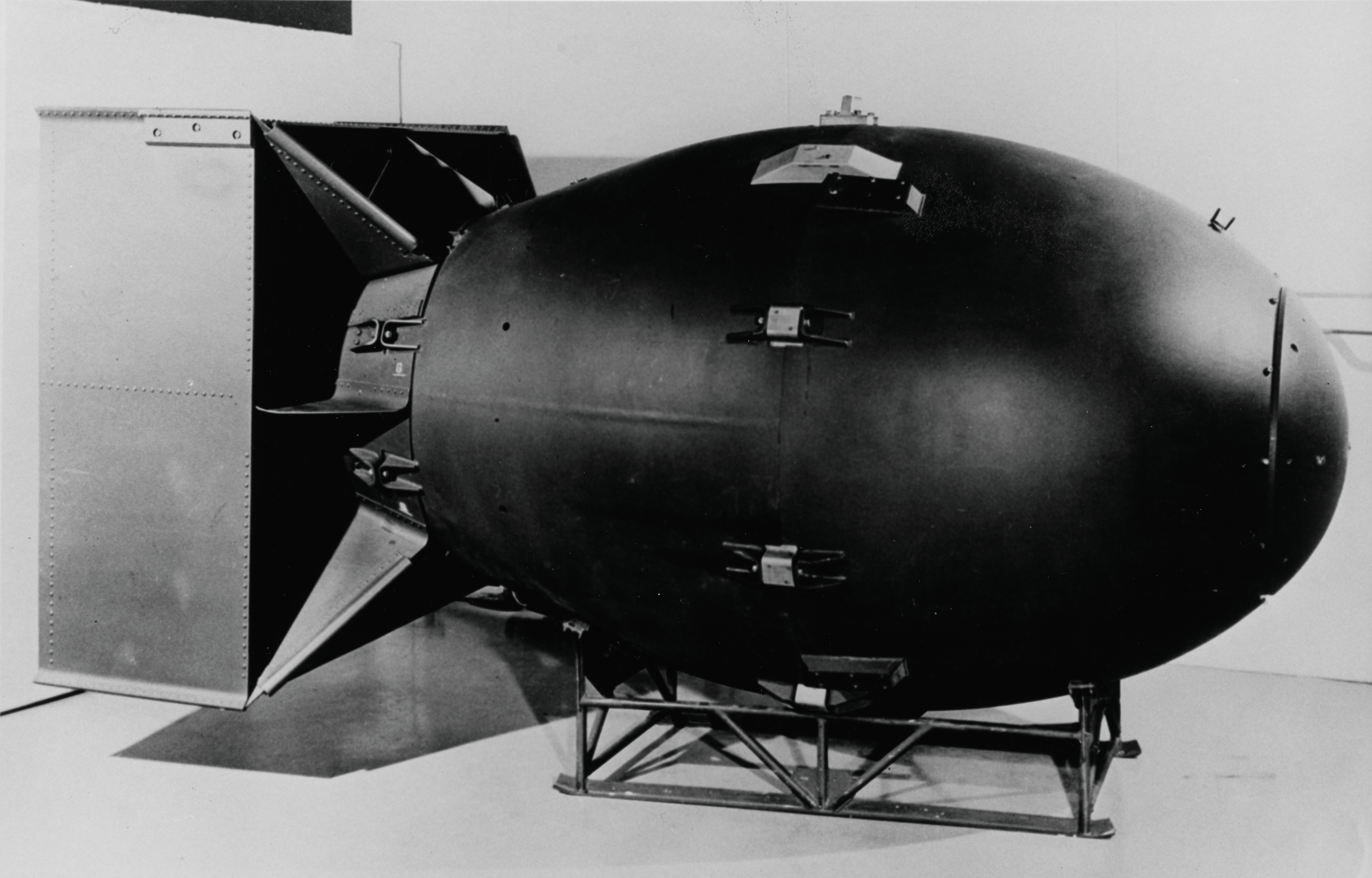
A canção apontava o risco que o trabalho nuclear desencadeava.

Em uma revisão para a revista Rolling Stone, o editor J. D. Considine escreveu: "'Seconds', ... começa com um riff de funk sonolento impulsionado por um bumbo alegre. É uma justaposição agradável, mas como o assunto da música torna-se claro - a insanidade de chantagem nuclear, onde, como coloca Bono Vox, "os bonecos mexem os 'pauzinhos'" percebe-se que esta matraca alegre não é mais um brinquedo inocente como é aquele em Günter Grass 'The Tin Drum'".
Em 2008, para uma revisão de novas reedições dos três primeiros álbuns da banda, editor Pitchfork Joe Tangari escreveu "'Seconds' traz uma linha de baixo hipnótica de um verso final que funde impasse nuclear com a mania da dança".

## Performances ao vivo
"Seconds", consequentemente, tornou-se a primeira canção a apresentar The Edge nos vocais quando estreou no primeiro show da War Tour, em 26 de Fevereiro de 1983. A performance ao vivo da música no Red Rocks Amphitheatre é destaque no filme U2  Live at Red Rocks: Under a Blood Red Sky, gravado em 5 de junho de 1983. A canção voltou a ser apresentada na The Unforgettable Fire Tour, entre 1984 e 1985.

## Outras versões
- O cantor e compositor irlândes, Mundy, fez uma versão cover para Even Better Than the Real Thing Vol. 3, um álbum beneficente composto por músicas do U2.
- A banda Rogue Wave lançou no iTunes Store-exclusive um cover da música em 2005.
- O Aerosmith lançou um cover da canção in 2007 com os Sierra Leone's Refugee All Stars.[3]